# فولفغانغ كاب
فولفغانغ كاب هو قانوني وسياسي أمريكي وألماني، ولد في 24 يوليو 1858 في نيويورك في الولايات المتحدة، وتوفي في 12 يونيو 1922 في Klinikum St. Georg ‏ في ألمانيا بسبب سرطان. نشط حزبياً في حزب الوطن الأم الألماني. وقد انتخب عضو مجلس النواب الألماني للإمبراطورية الألمانية ‏.